# رابطة كرة القدم اليابانية 2013
رابطة كرة القدم اليابانية 2013 (باليابانية: 第15回日本フットボールリーグ) هو موسم من رابطة كرة القدم اليابانية ‏. فاز فيه AC Nagano Parceiro ‏.